# Monastero di San Giovanni (Patmos)
Il monastero di San Giovanni il Teologo (in greco Μονή του Αγίου Ιωάννου του Θεολόγου?, Moní tou Agíou Ioánnou tou Theológou) sorge sull'isola di Patmo, in Grecia; nel 1999 è stato inserito nell'elenco dei Patrimoni dell'umanità dell'UNESCO.

## Storia
In epoca romana Patmo era un luogo d'esilio, in cui secondo la tradizione l'evangelista Giovanni avrebbe scritto il libro dell'Apocalisse. Patmo è infatti citata esplicitamente nell'opera come luogo in cui egli avrebbe avuto le sue visioni, e la caverna in cui ciò sarebbe avvenuto è considerata come uno dei luoghi più importanti da parte della Chiesa greco-ortodossa.
Il monastero venne fondato sulla sommità della collina che domina l'isola, un paio di km a nord della grotta, nel 1088 dal monaco asceta di origini della Bitinia Cristodulo che, in cerca di pace e isolamento, aveva abbandonato il Monte Latros in Asia Minore, attaccato dai Turchi selgiuchidi, per rifugiardi prima a Coo (dove fondò il monastero della Madre di Dio) e successivame Patmos. Qui, dopo aver ottenuto a Costantinopoli dall'imperatore Alessio I Comneno la permuta dei terreni di Coo con quelli più aridi e deserti di Patmos assieme a una cospicua sovenzione, fondò al centro dell'isola il nuovo monastero consacrato a san Giovanni il "Teologo". Tale fondazione determinò anche il punto di partenza per il popolamento e lo sviluppo dell'isola, e per la ripresa della venerazione della "sacra grotta" dell'Apocalisse. Nonostante fossero previste forti mura difensive, il primo cantiere fu attaccato dai pirati, che costrinsero Cristodulo a rifugiarsi in Eubea, dove morì nel 1093, non prima di aver esortato i suoi monaci a proseguire la costruzione del monastero di Patmos, dove avrebbe voluto che poi le sue spoglie mortali venissero traslate. Appena sette mesi dopo la sua scomparsa, nell'ottobre di quell'anno, i monaci fecero infatti rientro a Patmos con le spoglie del fondatore. Nel 1088 ottennero dall'imperatore bizantino l'esenzione da gravami fiscali e l'indipendenza sovrana, anche se nel 1132 il monastero passò sotto la competenza del Patriarcato ecumenico di Costantinopoli con proclama di Giovanni IX Agapeto. Nonostante le molteplici incursioni nemiche, il monastero, ormai saldamente difeso, prosperò nei secoli successivi, arrivando ad ospitare a fine del XII secolo circa 150 monaci, con numerose provvgioni da parte di vescovi e patriarchi.

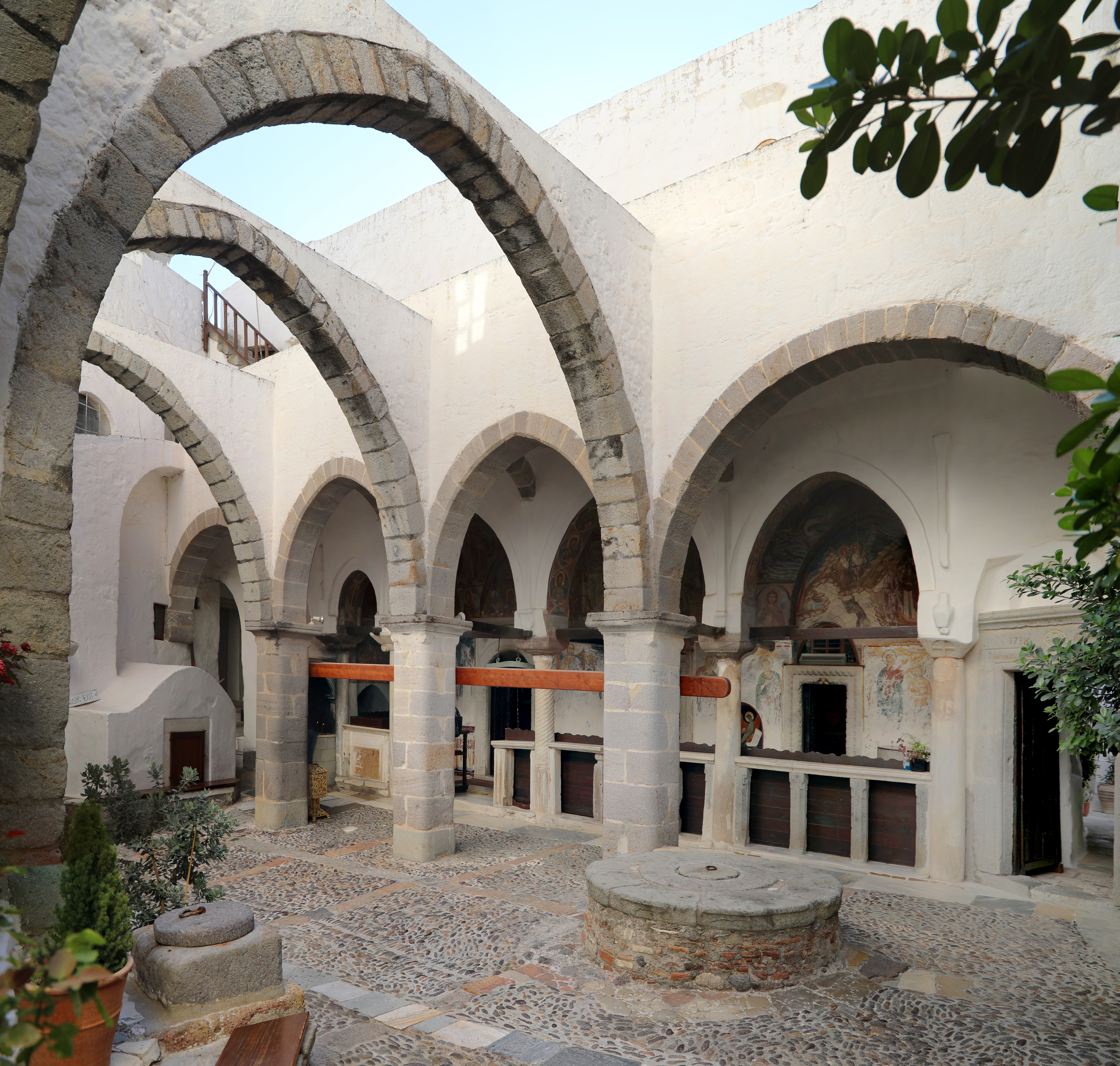
Il cortile, con a sinistra l'esonartece del Katholikòn, la chiesa principale del monastero

Con la quarta crociata tutto il Dodecaneso entrò a far parte dell'Impero latino di Costantinopoli (1204), e Patmos venne assegnata alla Repubblica di Venezia nel 1207. Nonostante ciò il monastero continuò a prosperare per tutto il XIII secolo, acquisendo possedimenti terrieri anche ben oltre i confini dell'isola e dando ospitalità a molti esuli di Costantinopoli dopo il sacco, che presero dimora nell'isola nonostante ciò andasse contro le iniziali disposizioni di Cristodulo, che avrebbe voluto tenere i laici lontani dall'insediamento dei religiosi. Dal 1259 l'imperatore Michele VIII Paleologo offrì ripetutamente aiuti al monastero, che ne trasse una notevole ascesa economica, ma nel secolo successivo l'avanzata dei Turchi a spese dell'Impero ridusse considerevolmente l'influenza imperiale in quest'area, facendo entrare l'isola nell'orbita dei Cavalieri ospitalieri di San Giovanni (a Rodi dal 1309-1310). Il monastero in quel periodo mantenne una certa indipendenza e un trattamento privilegiato che permetteva il mantenimento delle sue numerose proprietà, ma col presupposto di versare periodicamente cospicue tasse ai cavalieri. XIV e XV secolo segnarono nuovo traguardi spirituali e materiali, ad esempio con l'ampliamento della biblioteca, che conteneva già volumi risalenti all'epoca della fondazione, la fondazione di uno scriptorium di amanuensi e l'abbellimento con icone (spesso della rinomata scuola cretese grazie ai contatti dei monaci su quell'isola, in cui possedevano vasti terreni), arredi e altro.
I monaci capirono presto che l'impero bizantino era ormai al tramonto, ed è tradizione che due anni prima della caduta di Costantinopoli del 1453 essi avessero mandato un'ambasceria al sultano turco ad Adrianopoli per negoziare l'assoggettamento dell'isola ai nuovi padroni, ottenendo per questo condizioni particolarmente vantaggiose che impedirono il saccheggio dell'isola e l'insediamento su di essa di una guarnigione permanente di soldati turchi. I buoni rapporti con Maometto II sono tradizionalmente testimoniati da un sigillo e da una lampada di fattura islamica che sarebbero stati donati dal sultano nel 1454 e che sono ancora conservati nel museo del monastero. Ciò non esonerò tuttavia il monastero dal versare onerose tasse. Protezione e favori furono comunque riconfermati da varie autorità religiose e politiche nei secoli a venire.
Nel XVII secolo il monastero entrò tuttavia in una profonda crisi, causata da eventi quali le disastrose scorrerie veneziane del Morosini (1659) o la perdita dei cospicui terreni sull'isola di Creta in seguito alla conquista di quest'ultima da parte degli Ottomani (1645-1669). Dal punto di vista culturale fu importante, nel 1713, la fondazione presso la sacra grotta della scuola Patmiada, una vera e propria Università teologica retta dai monaci, che irradiò la cultura religiosa in tutto il mondo ortodosso per quasi duecento anni, rinascendo poi dal 1947 come Scuola Ecclesiastica. 

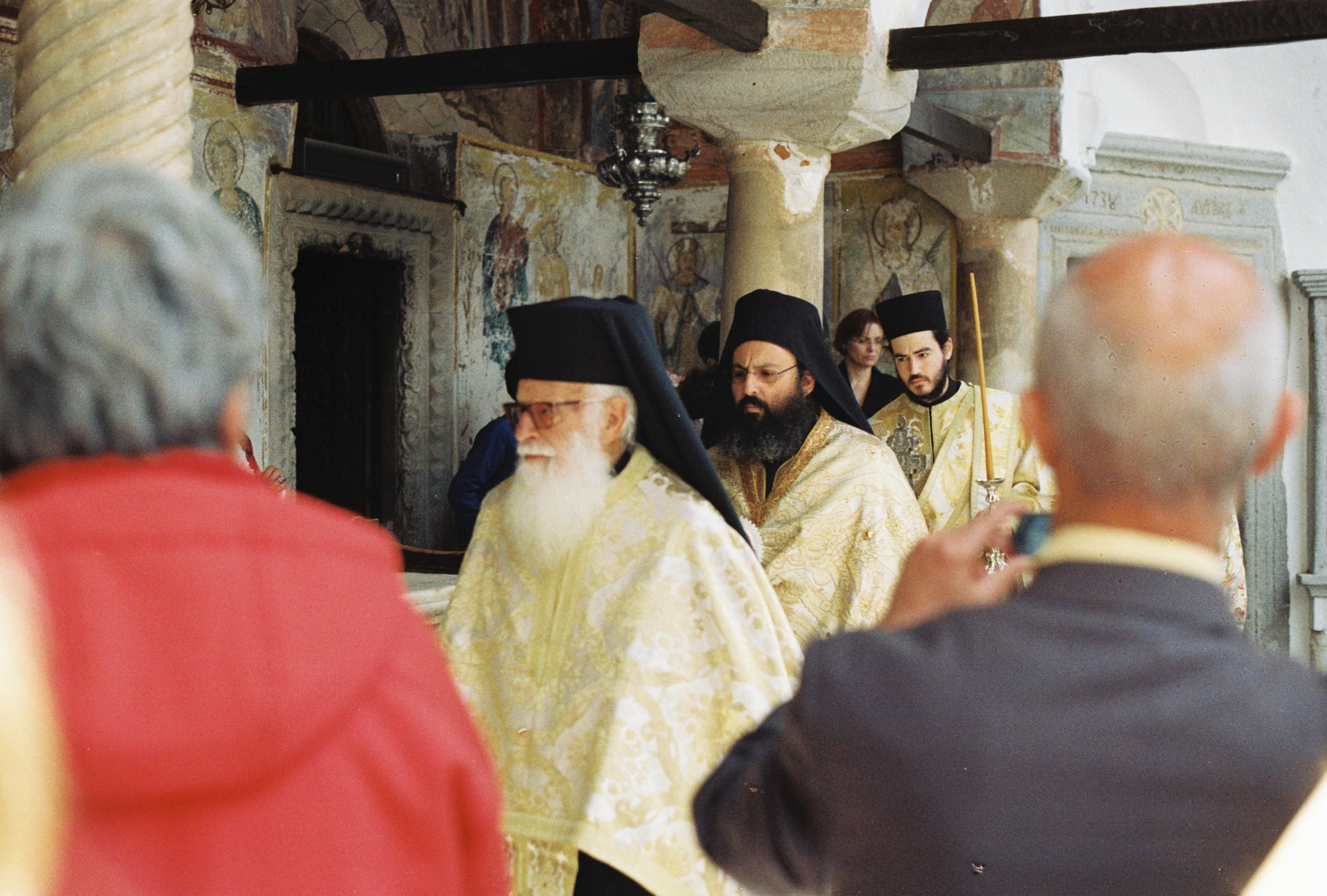
Preti greco-ortodossi al monastero di San Giovanni

Durante la Rivoluzione greca del 1821 a Patmos l'abate fu il secondo a innalzare la bandiera della rivoluzione, ma tuttavia l'isola rimase nelle mani dell'Impero ottomano fino al 1912, quando fu occupata dagli Italiani. Se amministrativamente l'isola fu assoggetata, dal punto di vista religioso il monastero godette sempre di una certa indipendenza (gestendo anche le scuola sull'isola e l'assistenza medica agli isolani), revocata tuttavia quando l'abate a più riprese chiese al generale Ameglio l'annessione alla Grecia, attirando misure repressive e restrittive. Nel 1943 agli Italiani subentrarono i Tedeschi e, a guerra finita, gli Inglesi. Infine, col trattato di Parigi del 1947 tutta l'isola, col Dodecaneso, fu finalmente annessa alla Grecia, con effetto dal 7 marzo 1948.
Nel 1999 il monastero di San Giovanni e l'abitato di Chora sono entrati nella lista del Patrimonio dell'Umanità dell'UNESCO.

## Descrizione

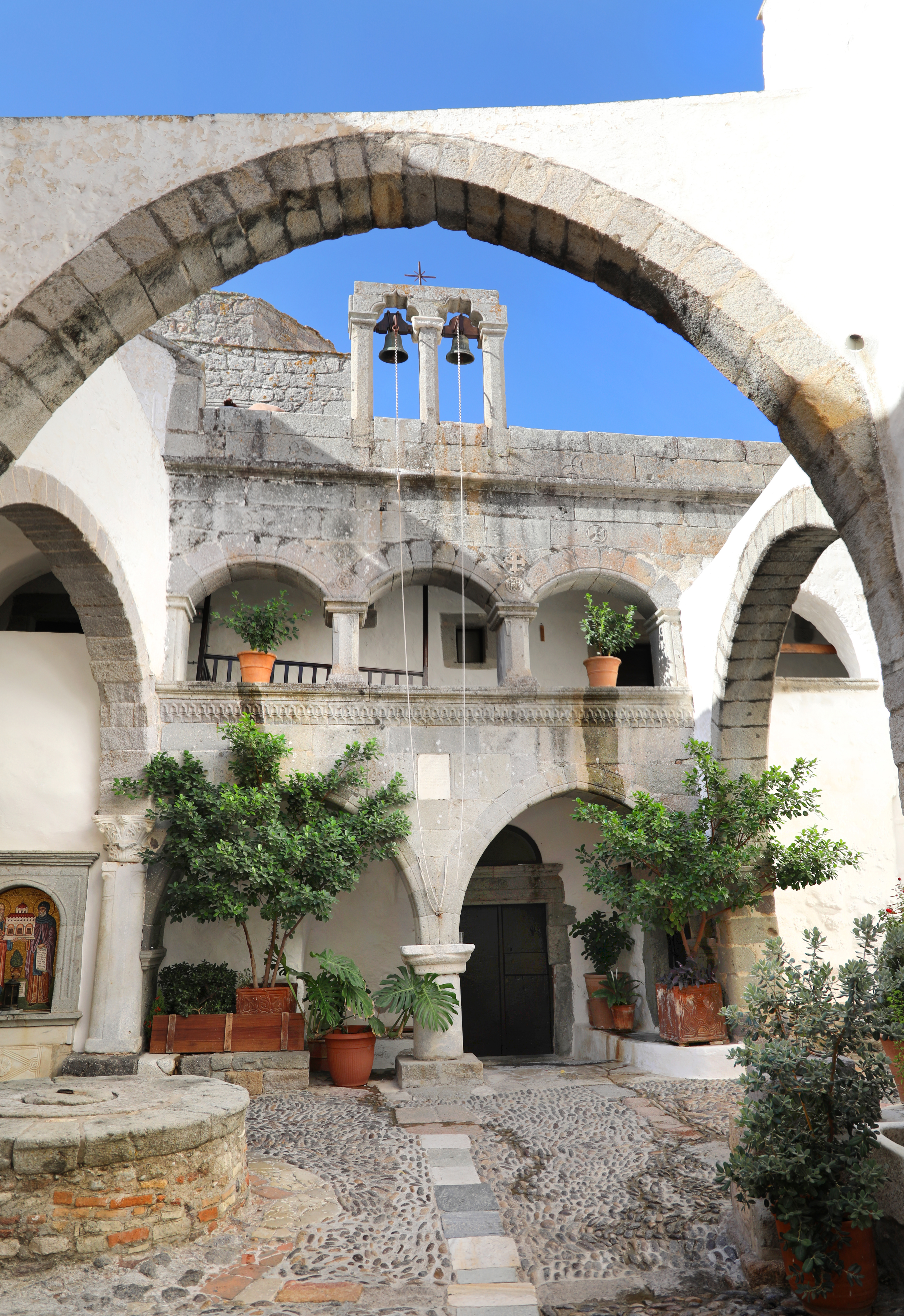
Il cortile principale

Da lontano il monastero si presenta come una fortezza, posto alla sommità dell'abitato di Chora a dominare tutta l'isola di Patmos. Alte mura merlate, dotate di doppia cinta e scarpature, lo circondano sui quattro lati, con un unico accesso su quello nord, posto alla sommità di una scalinata non rettilinea (in modo da non permettere lo sfondamento delle porte con arieti) e protetto da una botola superiore da cui si potevano versare liquidi bollenti sugli eventuali nemici. Qui si trova anche la cappella esterna dei Santi Apostoli. Tramite un'altra breve scalinata coperta da volte, si accede al cortile principale, su cui si innalzano tre archi acuti liberi, dalla funzione di contrafforti (1698). A sinistra si trova la chiesa principale del complesso, il Katholikòn, mentre sugli altri lati si trovano alcuni ambienti di servizio e per i monaci, tra cui, davanti all'ingresso, la facciata della tzafara, porticata a due piani, e sormontata da un piccolo campanile a vela con due campane.

### IlKatholikòn
Il Katholikón è formato dalla chiesa principale, dalla cappella di San Cristodulo e da quella della Vergine, il tutto preceduto da un esonartece (XVII secolo con elementi architettonici recuprati dall'antica basilica e con affreschi delle Storie di san Giovanni a Patmos settecenteschi e più in basso pitture a secco dei Magistrati di Patmos del XIX secolo) e da un endonartece coperto da volta a botte e pure decorato da affreschi, databili al XII-XIV secolo (Storie neotestamentarie, tra cui la Cacciata di Zaccaria, l'Adorazione dei Magi, la Strage degli Innocenti, la Fuga in Egitto, la Visitazione, Gesù tra gli apostoli, la Parabola delle dieci vergini e il Giudizio universale). Alla destra della porta della chiesa principale si trova qui l'icona di San Giovanni il Teologo, del XII secolo (la si vuole donata da Alessio I Comneno), ma ridipinta nel XV.

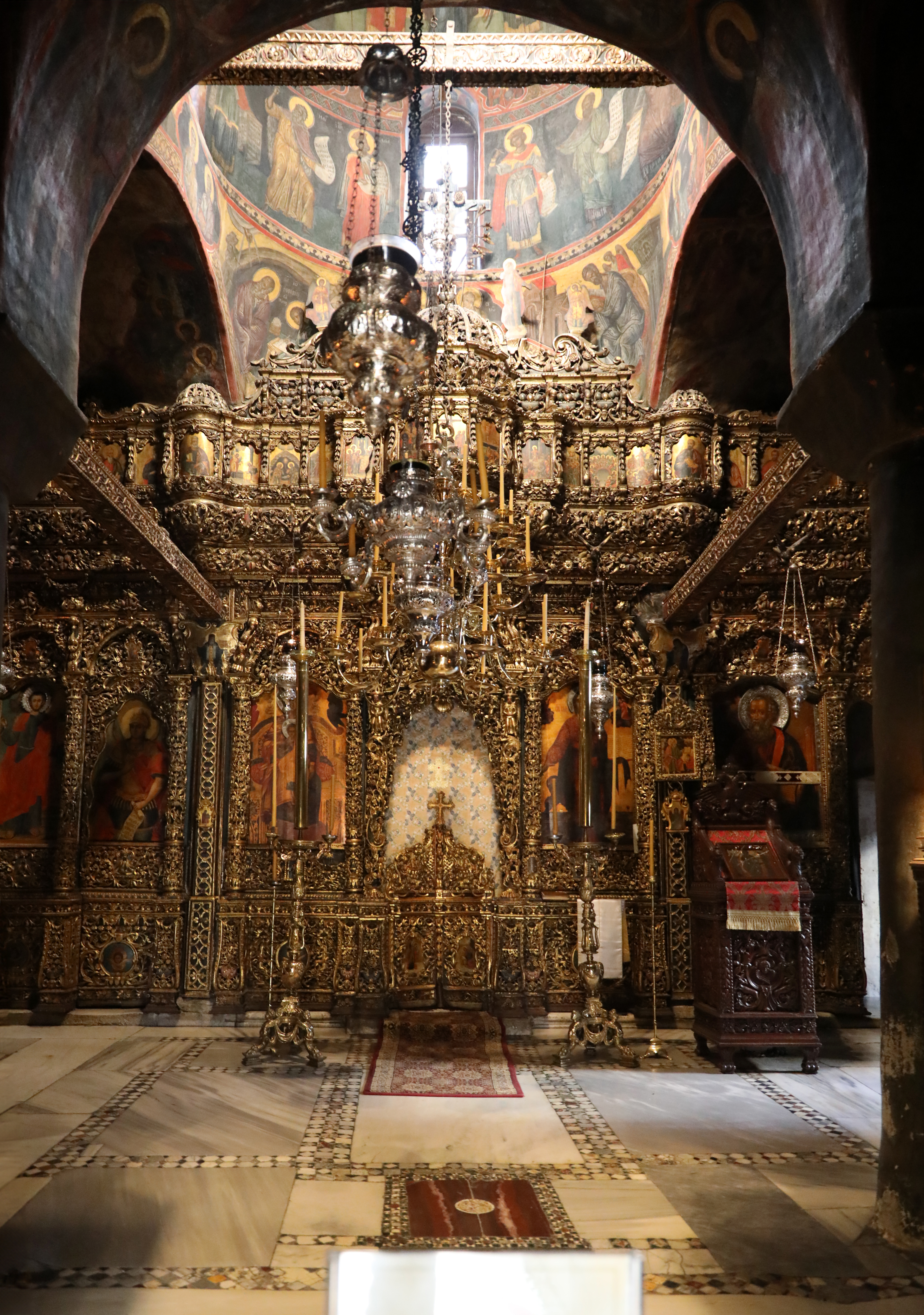
Interno della chiesa principale

La chiesa principale risale alla fondazione del monastero, e fu costruita sulle rovine di una chiesa paleocristiana del IV secolo, a sua volta eretta su un piccolo tempio pagano dedicato ad Artemide. Ha la forma della croce greca, con cupola centrale retta da quattro colonne in pietra, unite fra loro da tiranti in legno ricoperto di foglia d'oro.
L'iconostasi lignea risale al 1820, donata dal metropolita di Sardi Nettario Thomaidis di Patmos, e sostituiva una marmorea del tempo di Christodoulos, fatta con elementi di spoglio del VI-VII secolo, una seconda lignea del XIV secolo (probabilmente oggi nella chiesa di San Giorgio dei Porziani nella Chora) e una terza lignea rifatta verso il 1490. È decorata da ricchi intagli dorati e da icone in stile russo (Cristo e Madonna del 1702, San Giovanni il Teologo del 1697). Gli affreschi che decorano le pareti invece sono in stile cretese e sono databili al XVII secolo, con rifacimenti fino al XIX. In una piccola sagrestia ("vecchia sagrestia") si trovano alcuni cimeli sacri e i paramenti usati durante le funzioni religiose.
A sud si trova la cappella della Madonna, a navata unica coperta da volta a botte (XII secolo), con iconostasi lignea e icone di scuola cretese del 1607. Gli affreschi sono databili al 1176-1190 circa e sono i più antichi del monastero: furono rinvenuti sotto altri del 1745, in seguito a un sisma.
Nell'angolo nord-occidentale si trova infine la cappella del beato Christodoulos, con un sarcofago marmoreo e un reliquiario ricoperto d'oro e d'argento (fatto a Smirne nel 1796) in cui si trovano i resti del fondatore del cenobio. L'iconostasi lignea risale al 1607 ed è adornata da icone più antiche della bottega di Andrea Ritzos del XVI secolo raffiguranti Cristo grande sacerdote, la Madonna della Passione e il Neato Christodoulos. Gli affreschi invece risalgono al XVII secolo.

### Il refettorio
Confinante con la parete esterna della cappella della Madonna, il refettorio (solitamente visitabile solo dai religiosi) risale alla fase costruttiva originaria del XII-XIII secolo, con una lunga aula coperta a botte in cui al centro si apre una cupoletta che lo fa assomigliare a una basilica. I due tanvoli sono antichi, e spicca per intaglio quello settentrionale, riservato al priore. Una nicchia nella parete orientale ospita la vima, ossia il leggio in cui un monaco, a turno, digiuna leggendo agli altri le sacre scritture. Gli affreschi sulle pareti sono per lo più quelli del 1745, staccati dalla cappella della Madonna, con qualche lembo di altri affreschi originali di questo ambiente del 1290-1310 circa (abside settentrionale e parete orientale).

### La biblioteca e archivio
La biblioteca del monastero (oggi ospitata in un locale sotto il museo, sistemato nel 1978) è stata ininterrottamente arricchita dalla fondazione fino ai tempi nostri. Vanta codici che sono appartenuti alla collezione personale del beato Christodoulos, che li salvò dall'avanzata turca sul Monte Latros, aumentata da donazioni (dell'imperatore, del patriarca e di altri religiosi e privati) e acquisti mirati. Spesso vennero portati dagli stessi monaci che fuggivano dai monasteri di Rodi, Chio e Creta.
I codici manoscritti sono 855 (di cui 330 appartenuti al fondatore), e sono per lo più di argomento religioso o di diritto eccelsiastico. Spiccano i 33 fogli del Codice Petropolitano purpureo (VI secolo, con altri frammenti sparsi in altre otto sedi internazionali), il Libro di Giobbe prodotto nel Mediterraneo orientale nel IX secolo e i Discorsi di san Gregorio Nazianzeno realizzato a Reggio Calabria nel 941.
Una raccolta di documenti raccoglie bolle imperiali e altri attestati legati al monastero, ai suoi privilegi e ai suoi possedimenti. Sono circa 125 pezzi di epoca bizantina e 13.000 successivi. L'Archivio di Stato locale contiene almeno 78 documenti latini scoperti nel 1970 in aggiunta alla collezione già catalogata da Miklošič-J. Mūller alla fine del XIX secolo. I testi sono divisi in tre parti: documenti del metochio di san Giovanni Stilita a Creta; documenti relativi allo status giuridico di privilegio accordato al monastero da pontefici, imperatori, dogi e dagli Ospitalieri di Rodi; documenti relativi alla richiesta di protezione del monastero rivolta ai Paesi cattolici nel corso della dominazione turca. Dopo la caduta di Creta, il doge Morosini trasportò a Venezia i documenti di La Canea e solamente una parte di quelli depositati a Candia. Gli originali risultano quindi assenti nell'Archivio di Stato di Venezia.
Tra i testi a stampa (circa 3.000) si contano testi di filosofia e letteratura su cui si formavano i monaci. Alcuni di pezzi della biblioteca sono esposti a rotazione nel museo.

### Il museo

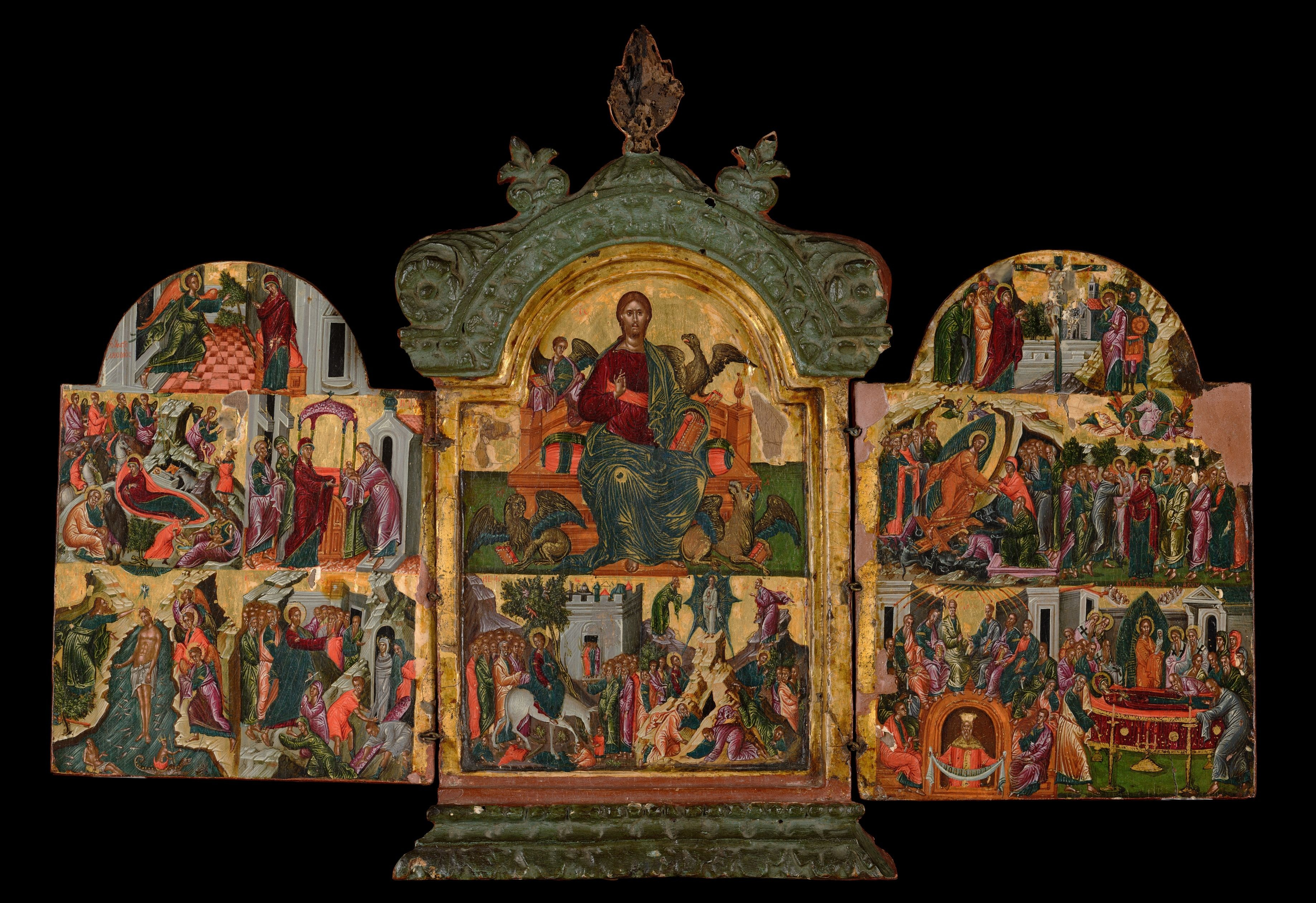
Trittico di Georgios Klontzas del 1596 circa

Il museo del monastero è stato organizzato nei vasti ambienti della "sagrestia nuova" e conserva opere di arte religiosa provenienti dal monastero stesso o donate da importanti personaggi del mondo bizantino e ortodosso, che ne fanno il più importante e vasto museo d'arte sacra di tutto l'Egeo.
Il nucleo di icone possiede un gruppo di opere di ambito bizantino (dal XI alla metà del XV secolo, con un San Nicola in micromosaico dell'XI secolo) e una collezione di scuola cretese dal XV al XVIII secolo (tra cui un Cristo passo attribuito a Domenico Theotokopoulos, un trittico di Georgios Klontzas del 1596 circa, e una Madonna col Bambino di scuola veneto-cretese del 1474). Tra gli altri oggetti spiccano le oreficerie (circa 300 pezzi in metalli preziosi, dal XVII al XVIII secolo), i paramenti sacri, i sigilli, e un piccolo lapidario con frammenti databili tra il VI secolo a.C. (testa di Dioniso) e il XII secolo d.C. Singolari sono poi alcuni reperti islamici che la tradizione indica come dono dei sultani turchi.

### Altri ambienti
Il synodokio è una sala di rappresentanza per gli ospiti illustri (1806); vicino si trovano l'ekklisarkeio (appartamento di servizio con cucine), le celle dei monaci, una foresteria, le cantine e i depositi dove si conservavano in grosse giare l'olio e il vino e un ambiente di passaggio con un grande recipiente in legno a forma di barca in cui i monaci impastavano il pane, che si dice dell'XI secolo.
Dieci cappelle minori sono disseminate per il complesso: della Madonna, di San Nicola, di tutti i Santi (XVII secolo), della Santa Croce (XVI secolo), di San Prodromo (XVIII secolo), di San Costantino, del Grande Re (XVIII secolo), dei Santi Apostoli, di San Giorgio e di Sant'Onofrio.
Altri ambienti sono la cereria (per conservare le candele), gli uffici, il laboratorio di restauro e conservazione dei libri e manoscritti, e quello dei dipinti.